# Jean Petitot

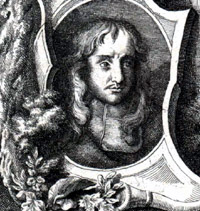
Jean Petitot

Jean Petitot (* 12. Juli 1607 in Genf; † 3. April 1691 in Vevey) war ein Genfer Maler, der sich besonders auf Miniaturen und Emaillearbeiten spezialisierte.
Er arbeitete am Hof von Karl dem Ersten in England und nach dessen Tod 1649 am Hof von Ludwig XIV. in Paris. Die Miniaturen von Petitot sind heute von Sammlern sehr gesucht.